# Смит, Грегори (гребец)
Гре́гори Смит (англ. Gregory Smith; 29 ноября 1956, Брантфорд) — канадский гребец-каноист, выступал за сборную Канады во второй половине 1970-х годов. Участник летних Олимпийских игр в Монреале, серебряный призёр чемпионата мира, победитель многих регат национального и международного значения.

## Биография
Грегори Смит родился 29 ноября 1956 года в городе Брантфорде провинции Онтарио.
В возрасте девятнадцати лет благодаря череде удачных выступлений удостоился права защищать честь страны на домашних летних Олимпийских играх 1976 года в Монреале — вместе с напарником по команде Джоном Вудом стартовал в зачёте двухместных каноэ на дистанции 500 метров, благополучно прошёл в финальную стадию, однако в решающем заезде финишировал лишь седьмым.
Год спустя Смит побывал на чемпионате мира в болгарской Софии, откуда привёз награду серебряного достоинства, выигранную с тем же Вудом в двойках на пятистах метрах — в финале их обошёл только венгерский экипаж Ласло Фольтана и Иштвана Вашкути. Несмотря на сравнительно небольшой возраст, в дальнейшем Грегори Смит не показывал сколько-нибудь значимых результатов на международных гребных регатах.